# Plateros imasakai
Plateros imasakai là một loài bọ cánh cứng trong họ Lycidae. Loài này được Matsuda miêu tả khoa học năm 1985.